# Резолюция Совета Безопасности ООН 1025
Резолюция Совета Безопасности Организации Объединённых Наций 1025 (код — S/RES/1025) — принята 30 ноября 1995 года. Ссылалась на резолюции 981 (1995) и 1023 (1995) по Хорватии. Совет Безопасности ООН постановил, что мандат Операции Организации Объединённых Наций по восстановлению доверия (ЮНЦРО) будет прекращен после промежуточного периода, заканчивающегося 15 января 1996 года.
Совет ещё раз подтвердил, что Восточная Славония, Баранья и Западная Сырмия (известные как Восточный сектор) являются неотъемлемыми частями Хорватии, и то значение, которое он придает уважению прав человека и основных свобод.
Действуя на основании главы VII Устава ООН, Генеральному секретарю ООН Бутросу Бутросу-Гали было предложено представить Совету к 14 декабря 1995 года доклад о предложениях по созданию переходного органа власти и миротворческих сил в вышеупомянутых регионах для выполнения Основного соглашения. Было также решено, что для создания переходного органа власти мандат УКРООН закончится 15 января 1996 года или когда Совет Безопасности примет решение о развертывании этого органа и миротворческих сил.